# Uchū Kyōdai
Uchū Kyōdai (宇宙兄弟?) es un manga japonés escrito e ilustrado por Chūya Koyama, publicado por la revista seinen Weekly Morning. Ha sido nominado dos veces al premio Manga Taishō en 2009 y 2010. En 2011 ganó el premio al mejor manga general en los 56.os Premio Shōgakukan y en los Premios de Manga Kōdansha (compartido con Sangatsu no Lion). Una adaptación al anime por A-1 Pictures comenzó a transmitirse en Japón desde abril de 2012. El sitio web norteamericano Crunchyroll tiene una difusión simultánea de la serie de anime. También se realizó una película de acción real que se estrenó el 5 de mayo de 2012.
En 2014, su autor Chūya Koyama fue condecorado con el "Premio Lector" de la 18º entrega del Premio Cultural Tezuka Osamu.

## Argumento
La historia trata de dos hermanos, Hibito y Mutta Nanba, quienes en el verano del año 2006 descubrieron un ovni que escapó a la Luna. En el año 2025, Hibito se ha convertido en astronauta listo para ir a la Luna mientras que Mutta no ha sido exitoso en completar su sueño de ir a Marte, pero esto cambia cuando es aceptado para unirse a un programa para entrenamiento de astronautas por la agencia espacial japonesa (JAXA).

## Personajes

### Principales
Mutta Nanba (南波 六太 Nanba Mutta?)
Seiyū: Shun Oguri (película), Hiroaki Hirata (anime), Miyuki Sawashiro (anime, niño)
El hermano mayor de los Nanba, nació el 28 de octubre de 1993, cuando Japón perdió las eliminatorias del mundial de fútbol de 1994. Él siempre ha querido estar un paso adelante de su hermano menor pero comenzó a tener problemas cuando fue despedido de su trabajo. Él es luego elegido a unirse al programa de astronautas.
Hibito Nanba (南波 日々人 Nanba Hibito?)
Seiyū: Masaki Okada (película), KENN (anime), Yūko Sanpei (anime, niño)
El hermano menor de los Nanba, nació el 17 de septiembre de 1996 cuando Japón ganó en la Major League Baseball. Él es un astronauta preparándose para una misión espacial y es un apoyo para Mutta.
Kenji Makabe (真壁 ケンジ Makabe Kenji?)
Seiyū: Yoshio Inoue (película), Masayuki Katou (anime)
Uno de los compañeros de Mutta en el programa de selección de astronautas. Él siempre parece adivinar las edades de las personas, aparte se vuelve amigo íntimo de Mutta. Reside con su esposa e hija.
Serika Itou (伊東 せりか Itō Serika?)
Seiyū: Kumiko Aso (película), Miyuki Sawashiro (anime)
Una de los compañeras de Mutta en el programa de selección de astronautas, Mutta está enamorado de ella. Cuando joven, su padre desarrolló esclerosis lateral amiotrófica (ALS, es inglés). Después de su fallecimiento, Serika se motiva para convertirse en un astronauta y desarrollar nuevas curas para las enfermedades raras a bordo de la Estación Espacial Internacional.

## Media

### Manga
El manga original de Chūya Koyama comenzó la serialización en la revista Weekly Morning de la editorial Kōdansha en enero de 2008 y para el mes de julio de 2025 ha publicado 45 volúmenes (tankōbon). Ha sido nominado en dos oportunidades para el premio Manga Taishō (2009 y 2010). En 2011, ganó el premio al mejor manga general en la quincuagésima sexta entrega de los Premios Shōgakukan y el Premio de Manga Kōdansha (compartido con la mangaka Chica Umino y su obra March Comes in Like a Lion).

### Anime
Una adaptación al anime producida por A-1 Pictures comenzó a transmitirse en Japón el 1 de abril de 2012 con una difusión simultánea en el sitio web Crunchyroll.  La serie ha sido licenciada por Sentai Filmworks para Norteamérica. El episodio 31, que se emitió el 4 de noviembre de 2012, cuenta con la primera pieza de actuación de voz grabar en el espacio, realizado por el astronauta Akihiko Hoshide a bordo de la Estación Espacial Internacional.  Un episodio especial titulado "Planetario: Hermanos del Espacio ~Un Punto de Luz~" (プラネタリウム　宇宙兄弟～一点のひかり～, Puranetariumu Uchū Kyōdai ~Itten no Hikari~?) se proyectó en los planetarios durante el verano de 2012 y fue lanzado en DVD con el volumen 20 del manga, el 22 de febrero de 2013.
Se ha anunciado una película animada a estrenarse para verano de 2014, el mismo Chuya Koyama ha escrito el guion original para esta película que será una precuela, la cual dirigirá Ayumu Watanabe bajo A-1 Pictures al igual que hizo ya con la serie de televisión. Hiroaki Hirata y Kenn retomarán sus papeles como Mutta y Hibito Nanba respectivamente. La banda de rock Unicorn podrá los dos temas principales para el film, siendo uno de ellos el primer opening del anime, “Feel So Moon“, y el segundo un tema nuevo titulado “Hayaguchi Curry“.

### Película de acción real
Una película de imagen real fue producida por el estudio japonés Tōhō y estrenada en los cines japoneses el 5 de mayo de 2012, después de ser proyectadas en el Festival de Cine japonés en Australia a finales de ese año. La adaptación fue dirigida por Yoshitaka Mori, con Shun Oguri y Masaki Okada jugando los roles de Mutta y Hibito respectivamente. El astronauta retirado Buzz Aldrin tiene un cameo en la película como él mismo. El tema principal de la película es "Every Teardrop Is a Waterfall" de la banda de pop británica Coldplay incluida en su álbum Mylo Xyloto.

### Película animada
Una precuela de la película anime titulada Uchū Kyōdai #0 se estrenó en los cines japoneses el 9 de agosto de 2014. El creador del manga Chūya Koyama escribió el guion de la película.

## Recibimiento
Ha sido nominado dos veces para Manga Taishō, en 2009 y 2010. En 2011, ganó el premio al mejor manga general en los 56th Shogakukan Manga Awards y en el Premio de Kodansha Manga (compartido con Umino Chika en Sangatsu no Lion). En 2014 ganó el XVII Premio Lector del Premio Cultural Tezuka Osamu.
Un asteroide, 13163 Koyamachuya, recibió su nombre del creador.